# Departamento de Chilecito
Departamento de Chilecito är en kommun i Argentina.   Den ligger i provinsen La Rioja, i den nordvästra delen av landet, 1 000 km nordväst om huvudstaden Buenos Aires.
Omgivningarna runt Departamento de Chilecito är i huvudsak ett öppet busklandskap. Runt Departamento de Chilecito är det glesbefolkat, med 9 invånare per kvadratkilometer.